# Mondsee (település)
Mondsee osztrák mezőváros Felső-Ausztria Vöcklabrucki járásában. 2018 januárjában 3734 lakosa volt.

## Elhelyezkedése

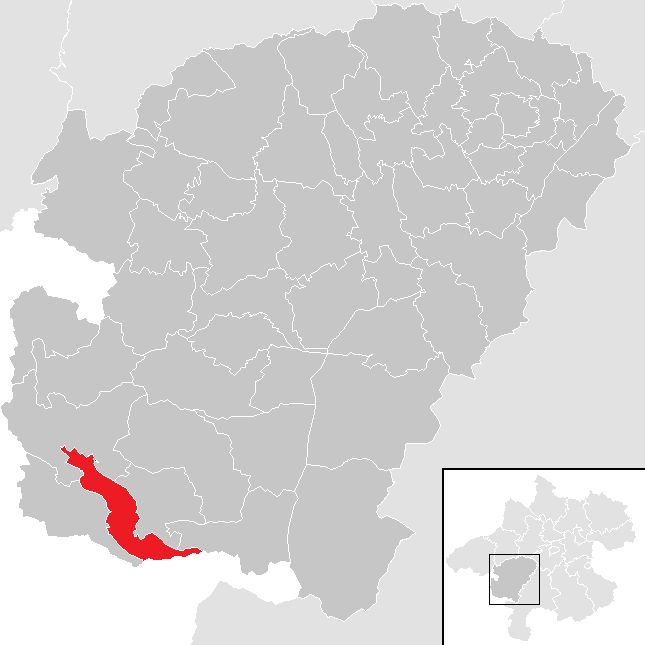
Mondsee a Vöcklabrucki járásban

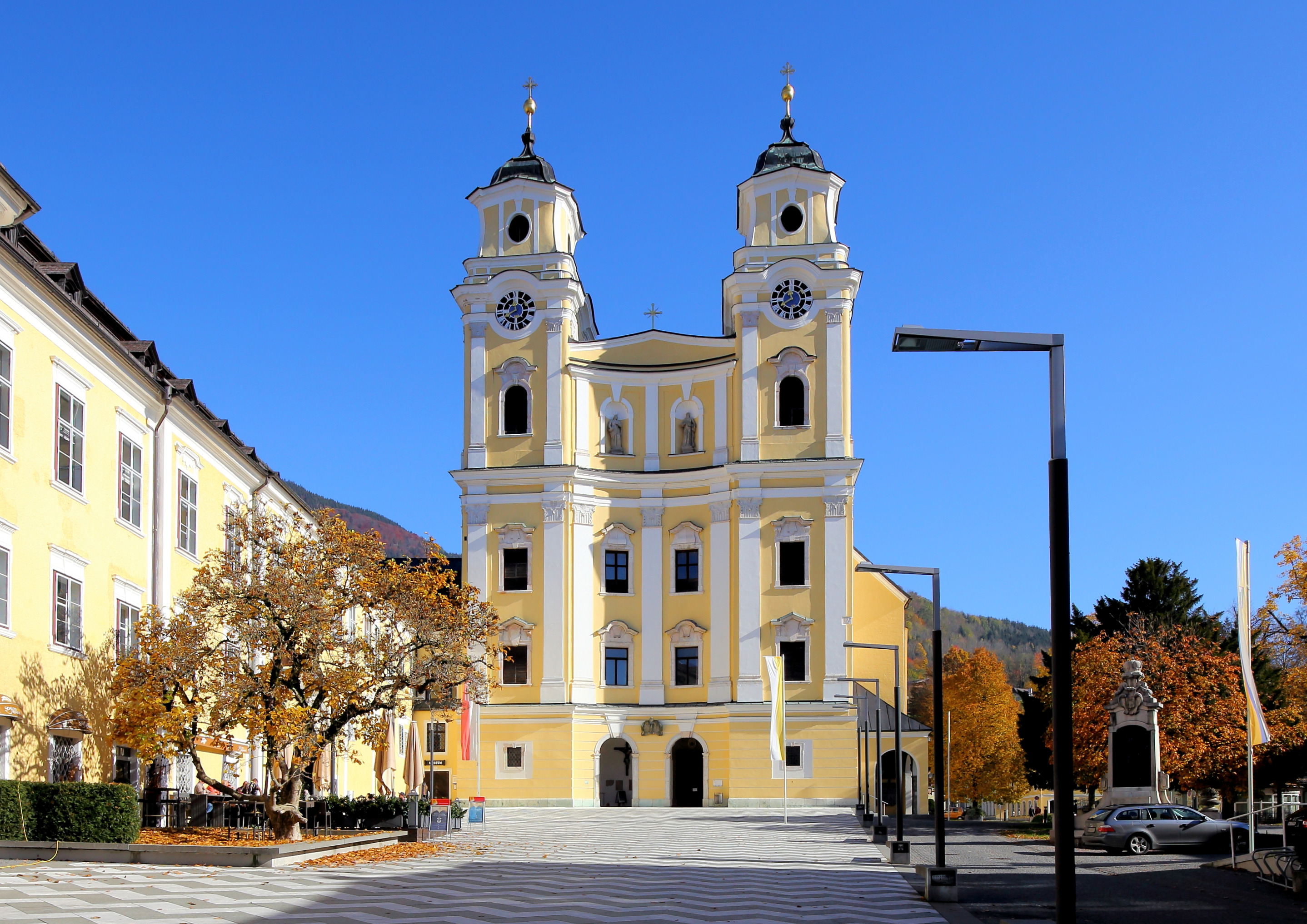
A mondseei Szt. Mihály-bazilika

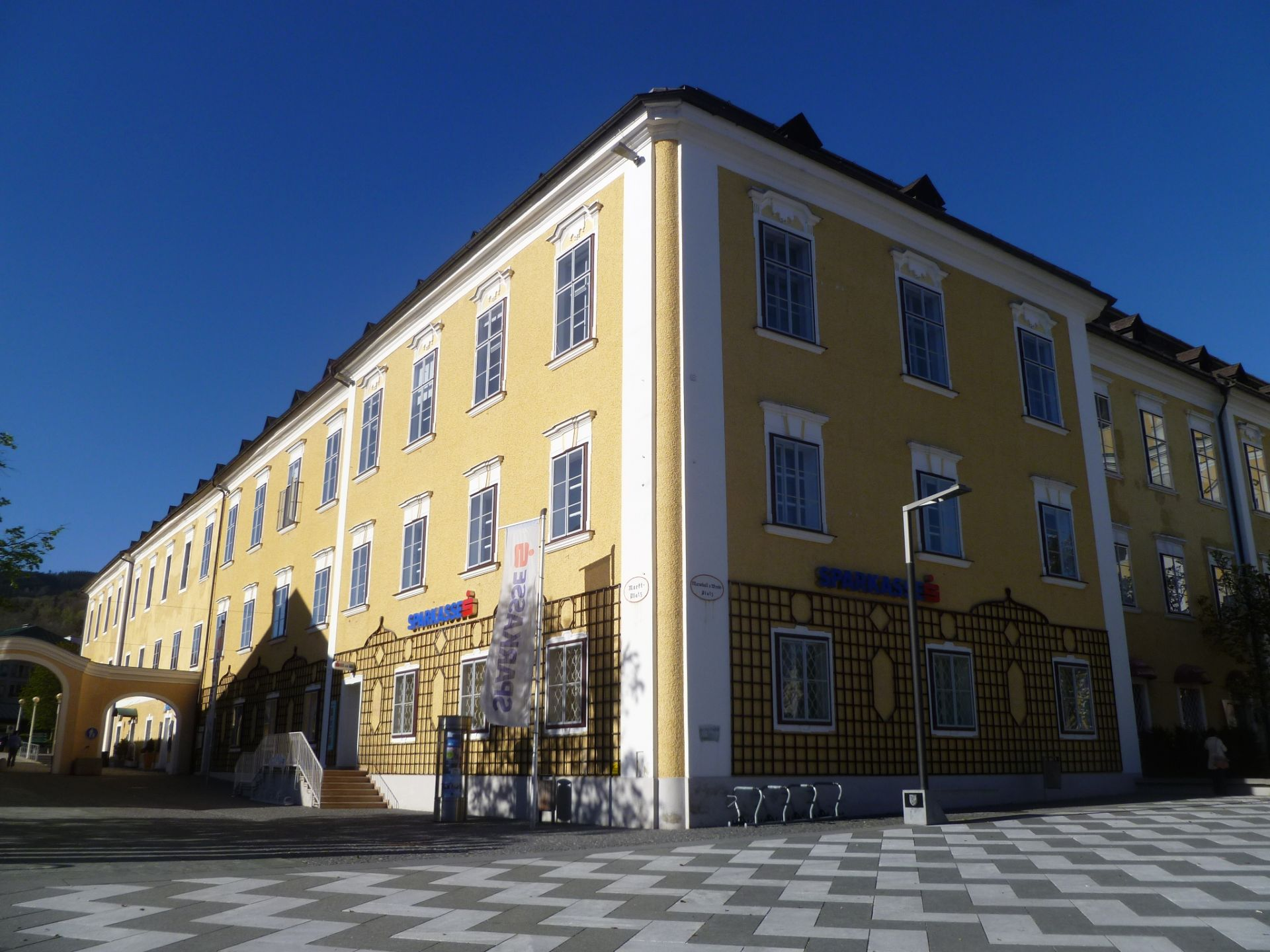
A volt kolostor épülete

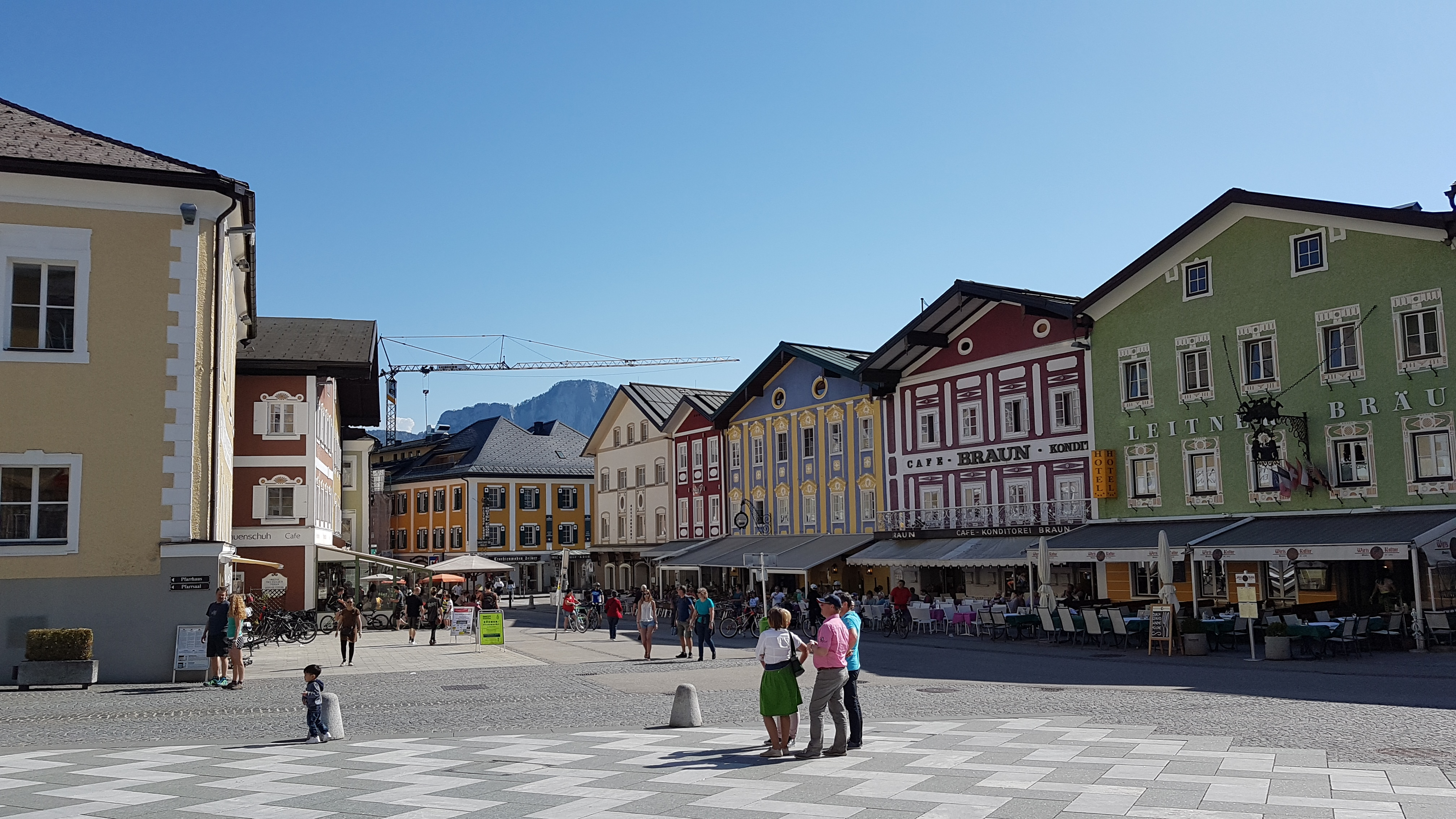
A főtér

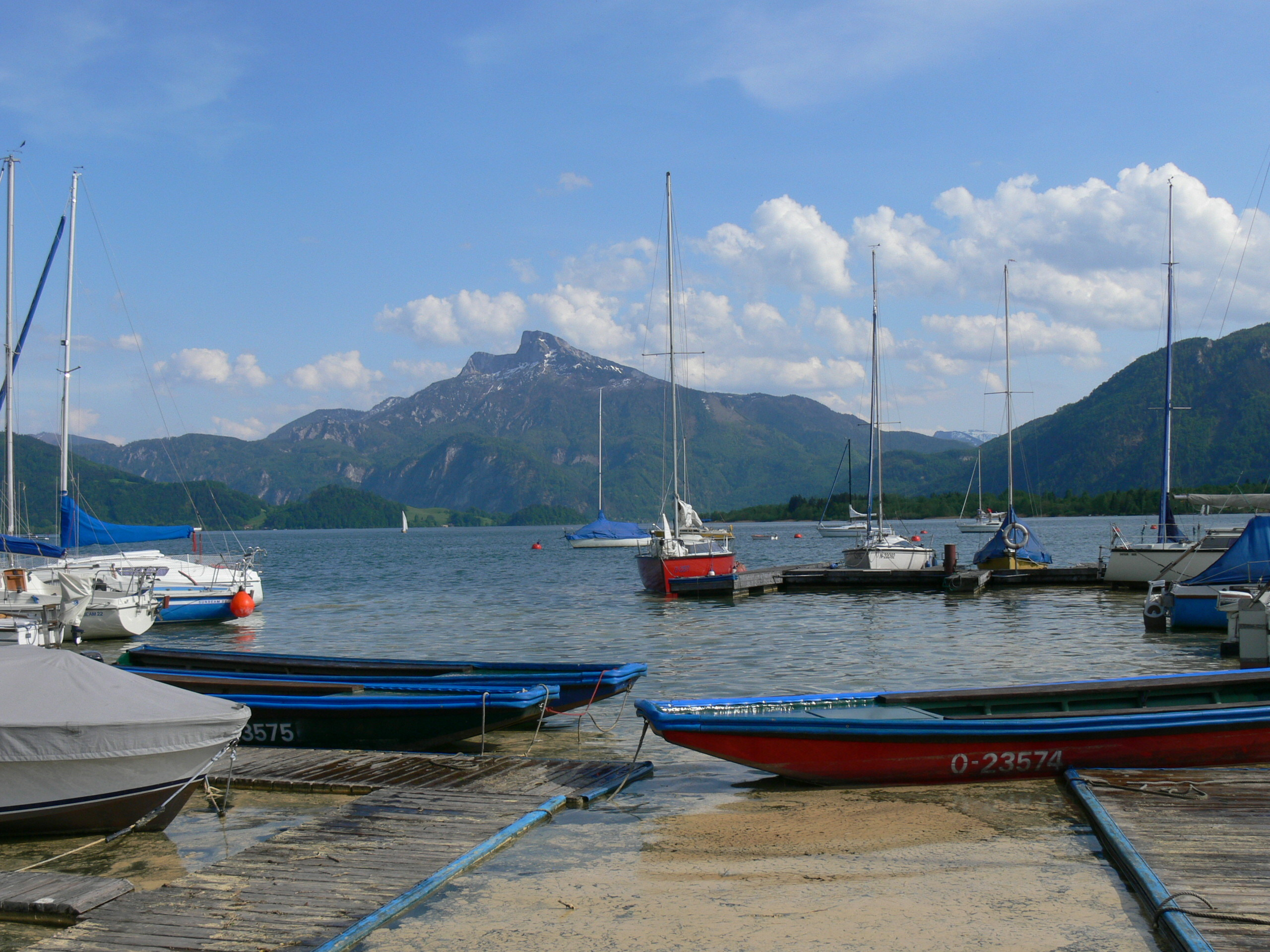
A tó Mondseenél

Mondsee Felső-Ausztria Hausruckviertel régiójában helyezkedik el, a azonos nevű tó északnyugati partján. Jelentősebb folyóvizei a Zeller Ache és a Steinerbach. Területének 0,6%-a erdő, 7,3% áll mezőgazdasági művelés alatt, 83% pedig a tóra esik, amelynek teljes vízfelülete az önkormányzathoz tartozik.  
A környező önkormányzatok: délnyugatra Sankt Lorenz, északra Tiefgraben, délkeletre Innerschwand am Mondsee és Unterach am Attersee, délre Sankt Gilgen (Salzburg tartomány). Innerschwand, St. Lorenz és Tiefgraben közös polgármesteri hivatalt tart fenn Mondseeben.

## Története
A tó partközeli régióiban számos neolitikumból származó leletre bukkantak, amelyek a cölöpházas kultúra településéről tanúskodnak. A térség lakóit sajátos használati tárgyaik alapján mondseei kultúrának nevezték el, amely i.e. 2800-tól i.e. 1800-ig állt fenn. A kultúra Felső-Ausztria nagyobb részén, illetve kisebb mértékben Salzburg tartományban terjedt el. A települést a tó emelkedő vize árasztotta el. 
A római időkben szintén állt a helyszínen egy kisebb település, amelyet út kötött össze Juvavummal (a mai Salzburggal). A germán bajorok 600 körül vándoroltak a térségbe. 748-ban Odilo bajor herceg megalapította a mondseei apátságot, amely így az egész tartomány legrégibb apátsága. A hagyomány szerint az első szerzetesek Montecassinóból érkeztek, a tudományos kutatás azonban valószínűbbnek tartja, hogy a salzburgi Szt. Péter-apátságból népesült be. Az apátság hamarosan egész Bajorország egyik legismertebb ilyen intézménye lett, különösen írnokairól és illuminált könyveiről volt híres. Itt készült 788 körül az ún Tasziló-zsoltároskönyv, amely a legrégebbi, a mai Ausztria területén írt könyv. 800 körül írták az ún. mondseei töredéket, a Biblia első ismert német fordítását. 831 és 1106 között a kolostort a regensburgi püspökök felügyelték.
A térség 1506-ig Bajorországhoz tartozott, de ekkor a Habsburgokhoz került. Az apátságot II. Lipót 1791-ben felszámolta. Az üres épületet 1810-ben, amikor Napóleon a Bajor Hercegséghez csatolta Felső-Ausztria egy részét, Carl Philipp von Wrede bajor tábornok kapta meg kastélyként. Wrede megtarthatta birtokát azután is, hogy visszaállt az osztrák uralom. A tábornok sokat tett a környék fejlesztéséért, utakat épített és sajtüzemet létesített. 
1867 után fellendült az idegenforgalom, 1872-ben megindult az első gőzhajójárat a tavon. Mondseet 1891-ben kapcsolták a salzkammerguti vasútvonalhoz (1957-ben a forgalom megszűnt). Mondseeben található az Inssbrucki Egyetem limnológiai intézete. A Mondseei Zenei Napok egyhetes kamarazenei fesztivált, melyet Schiff András alapított 1989-ben, minden évben nyár végén rendezik meg.

## Lakosság
A mondseei önkormányzat területén 2018 januárjában 3734 fő élt. A lakosságszám 1961 óta gyyarapodó tendenciát mutat. 2015-ben a helybeliek 77,8%-a volt osztrák állampolgár; a külföldiek közül 6,8% a régi (2004 előtti), 5,5% az új EU-tagállamokból érkezett. 6% a volt Jugoszlávia (Szlovénia és Horvátország nélkül) vagy Törökország, 3,9% egyéb országok polgára. 2001-ben a lakosok 71,6%-a római katolikusnak, 4,8% evangélikusnak, 7,3% ortodoxnak, 3,5% mohamedánnak, 10,6% pedig felekezeten kívülinek vallotta magát. Ugyanekkor 15 magyar élt a mezővárosban. A legnagyobb nemzetiségi csoportot a német (83,6%) mellett a horvátok és a szerbek (4,8-4,8%) alkották.  

## Látnivalók
- a mondseei bazilikát apátsági templomként építették 1104-ben. A 13-14. században leégett és romossá vált. 1470 után gótikus stílusban átépítették. Az 1730-as években barokkizálták a homlokzatát és tornyait.
- a mondseei apátságot 748-ban alapította Odilo bajor herceg, aki a legenda szerint a tómenti sziklákon vadászott, és kis híján a vízbe zuhant, amikor a felhők mögül kibukkanó Hold megvilágította útját. A herceg hálából alapította a kolostort, amely hamarosan a leghatalmasabbak közé emelkedett a hercegségben. Az apátság 800-tól alkalmazta a bencés regulát. Az épületet 1810-ben kastéllyá alakították át.
- a 14 km²-es Mondsee a Salzkammergut nagyobb tavai közé tartozik
- a neolitikus cölöpházakat is bemutató helytörténeti múzeum
- parasztházakat bemutató skanzen
- a salzkammerguti vasutat bemutató múzeum
- a Drachenwand via ferratája

## Híres mondseeiek
- Hans Bocksberger (1510 - 1561) reneszánsz festő
- Frida Strindberg-Uhl (1872–1943) író

## Testvértelepülések
- Saint-Jean-d’Angély (Franciaország)

## Fordítás
- Ez a szócikk részben vagy egészben  a   Mondsee című német Wikipédia-szócikk ezen változatának fordításán alapul.  Az eredeti cikk szerkesztőit annak laptörténete sorolja fel. Ez a jelzés csupán a megfogalmazás eredetét és a szerzői jogokat jelzi, nem szolgál a cikkben szereplő információk forrásmegjelöléseként.